# Nova Fátima (Paraná)
Nova Fátima é um município brasileiro do estado do Paraná.